# Murkantlav
Murkantlav (Lecanora dispersa) är en lavart som först beskrevs av Christiaan Hendrik Persoon och som fick sitt nu gällande namn av Søren Christian Sommerfelt. 
Murkantlav ingår i släktet Lecanora och familjen Lecanoraceae.  Arten är reproducerande i Sverige. Inga underarter finns listade i Catalogue of Life.
I den svenska databasen Dyntaxa används istället namnet Lecanora invadens för samma taxon.  Arten är reproducerande i Sverige.

## Källor

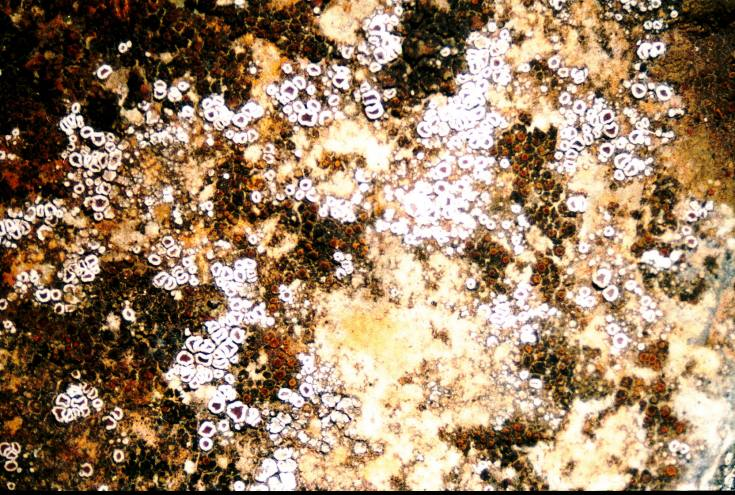
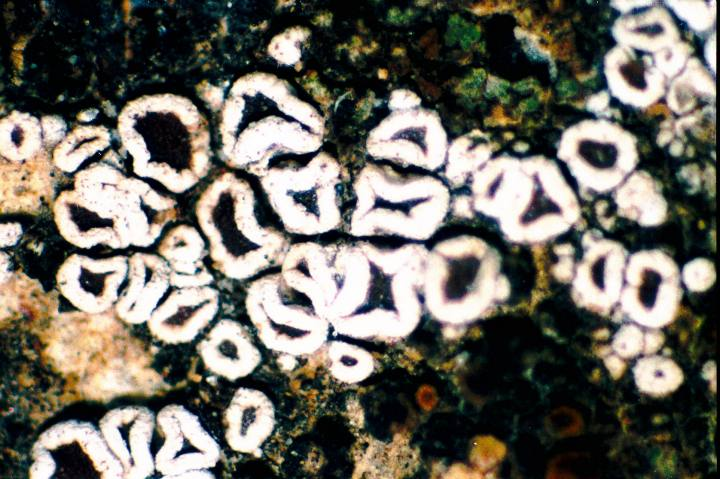
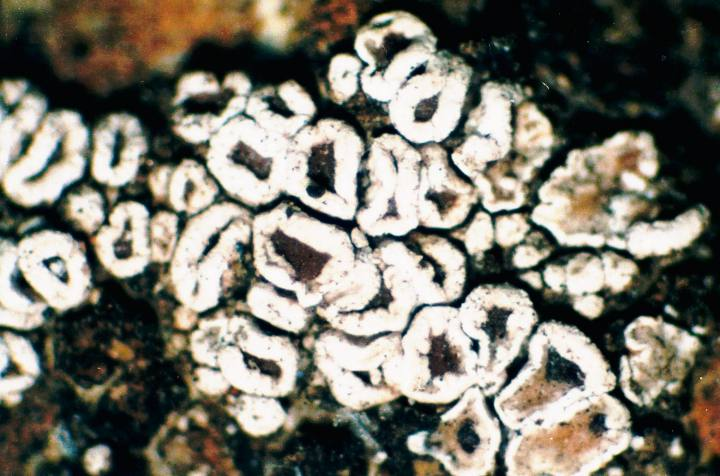
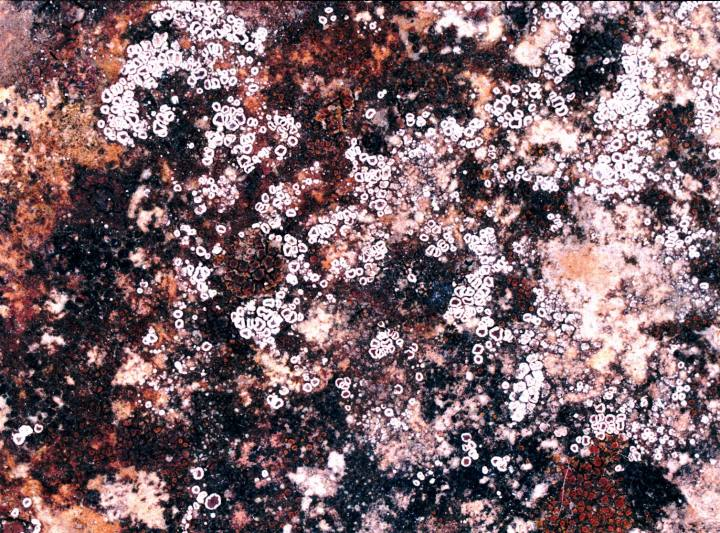
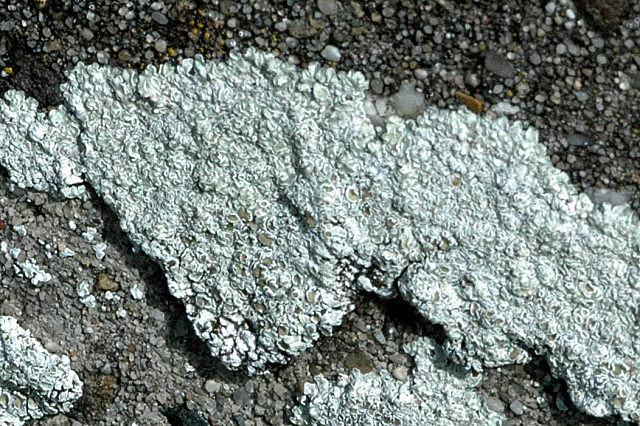
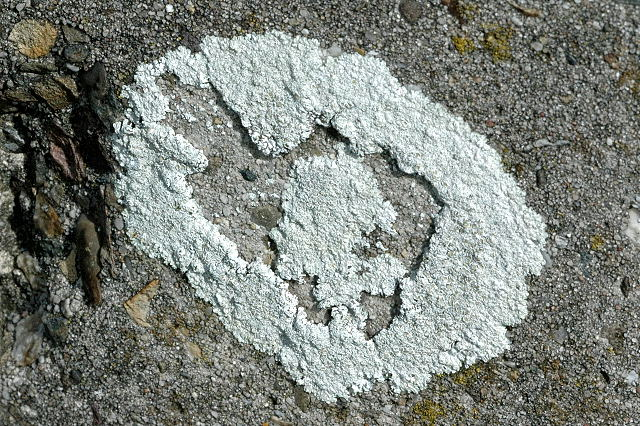